# Горнинське міське поселення (Ростовська область)
Горнинське міське поселення — муніципальне утворення у Красносулинському районі Ростовської області. 
Адміністративний центр поселення — робітниче селище Горний.
Населення - 2511 осіб (2010 рік).

## Адміністративний устрій
До складу Горнинського міського поселення входять:
- робітниче селище Горний - 2408 осіб (2010 рік),
- селище Лісостеп  - 103 особи (2010 рік).